# Alex Rafael
Alex Rafael (født 1. januar 1988) er en brasiliansk fodboldspiller.